# فریبا نوا
فریبا نوا (انگلیسی: Fariba Nawa؛ زادهٔ ۱۹۷۳) روزنامه‌نگار، و نویسنده اهل افغانستان است.
نوشته‌های او در رسانه‌های مختلفی از جمله آتلانتیک، نیوزویک و ساندی‌تایمز لندن منتشر شده‌است.